# NMB
NMB (англ. Neuromedin B) – білок, який кодується однойменним геном, розташованим у людей на 15-й хромосомі. Довжина поліпептидного ланцюга білка становить 121 амінокислот, а молекулярна маса — 13 252.
| 10         |  | 20         |  | 30         |  | 40         |  | 50         |
| ---------- |  | ---------- |  | ---------- |  | ---------- |  | ---------- |
| MARRAGGARM |  | FGSLLLFALL |  | AAGVAPLSWD |  | LPEPRSRASK |  | IRVHSRGNLW |
| ATGHFMGKKS |  | LEPSSPSPLG |  | TAPHTSLRDQ |  | RLQLSHDLLG |  | ILLLKKALGV |
| SLSRPAPQIQ |  | YRRLLVQILQ |  | K          |  |            |  |            |

A: Аланін

D: Аспарагінова кислота

E: Глутамінова кислота

F: Фенілаланін

G: Гліцин

H: Гістидин

I: Ізолейцин

K: Лізин

L: Лейцин

M: Метіонін

N: Аспарагін

P: Пролін

Q: Глутамін

R: Аргінін

S: Серин

T: Треонін

V: Валін

W: Триптофан

Задіяний у такому біологічному процесі, як альтернативний сплайсинг. 
Секретований назовні.